# ميعاد عواد
ميعاد عواد (12 آب / أغسطس 1968 -)، ممثلة عراقية معتزلة.
حاصلة على الجنسية القطرية.

## حياتها الخاصة
ولدت في البصرة العراقية لأبوين عراقيين بدأت التمثيل من خلال مسرح المدرسة، حيث شاركت في مسرحيتين مع المخرج غازي الصالحي وهما الجيل وعدو الريح عام 1981
انتقلت عام 1982 إلى دولة الكويت بعد اندلاع الحرب العراقية الإيرانية وإنفصال والديها وبقي إخوتها الذكور عادل وطالب مع والدهم، إنتقلت مع والدتها وأختها علياء اللواتي تزوجن من كويتيين ونلن الجنسية الكويتية.
درست في مدرسة دجلة والرصافي العراقية بمنطقة سلوى، وكانت زميلة للفنانة سعاد سلمان وإيمان العبيدي أقرب صديقاتها في الوسط وخارجه.

### حياتها الأسرية
تزوجت من القطري «حسين عبد الله محسن» العامل في سلاح الجو القطري عام 1987 وأصبحت مواطنة قطرية، رزقت منه بأربعة أبناء ابنتها الكبرى نوف عام 1988  ، الريم، عبد الرحمن، سلطان.

## مشوارها المهني
دخلت مجال التمثيل هناك بمحض الصدفة عندما كانت ذاهبة لمشاهدة بروفات إحدى المسرحيات فرأتها الفنانة أسمهان توفيق التي كانت تخرج مسرحية دكوش يغزو وادي القمر عام 1982 شعرت بأنها تمتلك حس فني  عرضت عليها المشاركة بالعمل، واجهت صعوبة في تعلم اللهجة الكويتية حيث كانت تذهب إلى الأسواق الشعبية وتجالس السيدات المسنات لتتعلم منهن طريقة الكلام وكيفية النطق، توالت العروض عليها لتشارك في تلفزيون مع نخبة من الفنانين الكويت أولها في مسلسل الأسوار مع المخرج محمد السيد عيسى الذي علمها أساسيات الوقوف أمام الكاميرا حيث جسدت دور إيمان ابنة حياة الفهد تلاها مسلسل علي بابا مع المخرج حسين الصالح، آخر أعمالها في الكويت كانت عام 1986
عام 1984 قدمت أغنية وطنية للكويت بعنوان  ادعوا لها بمشاركة اللاعب حمد بوحمد 
في بداية الثمانينات طلبت منها أحد الشركات المنظمة لحفل رأس السنة تقديم سهرة الفنانة نوال الكويتية في أحد الفنادق وبسبب تأخر نوال عن السهرة قدمت وقتها العديد من الفقرات والمسابقات للموجودين

### خروجها من الكويت وأسباب إبعادها
تم استبعادها من دولة الكويت عام 1986 لأسباب لم تعرف ومنعت من الدخول إليها، أوعز البعض أن سبب إبعادها كان كان نتيجة تلفيق قضية لها من قبل إحدى الفنانات الكويتيات ذوات الأصل العراقي بسبب غيرتها بعد سحبها البساط منها، وآخر بأن تربص أحد كبار الشخصيات بها ورفضها له، الأمر الذي أغضبه وطالب بطردها من الكويت بعد تلفيق قضية لها.
حاولت العودة في 1992 لزيارة أهلها بعد وفاة زوج والدتها ومرض والدتها إلا أن طلبها قوبل بالرفض رغم عيش والدتها وشقيقاتها في الكويت اللواتي يحملن الجنسية الكويتية

### تمثيلها في الأردن
سافرت إلى إنتقلت بعدها لتقدم عدة أعمال في المملكة الأردنية الهاشمية في الدراما البدوية حتى عام 1990 ومنها: “حكايات من البادية” وسهرتي صابر وحربية، وصورة تبحث عن أصل

### قضيتها مع مجلة نيوستايل
اختفت بعدها عن الشاشة لتظهر في أبريل عام 2000 في مقابلة مع مجلة الجريمة الكويتية بعد كتابة صحفيين في مجلة «نيو ستايل» الكويتية عن سبب استبعادها بتهمة قضية أخلاقية حيث قامت هي وزوجها برفع قضية عن طريق المحامي الكويتي خالد الشطي على المجلة بتهمة الذم والقذف ومطالبتهم بالاعتذار وتم كسبها لصالحها صدر قرار بحبسهما ثلاثة أشهر تم اخلاء سبيلهما فيما بعد 

### اعتزالها
اعتزلت الفن عام 1990 وارتدت الحجاب لتستقر في دولة قطر بعد زواجها حيث درست الحقوق ومارست مهنة المحاماة في المحاكم القطرية وفي عام 2012 أجرت مقابلة مع جريدة الوطن الكويتية موضحة تضايقها من نظرة الناس لأهل الفن لكنها فهمتها وعذرتها، لأن بعض الفنانين ساهموا في ارساء هذه النظرة وأنه أحد أسباب اعتزالها للفن، قائلة:-
.

## أعمالها

### في العراق

#### مسرحيات
| سنة الإنتاج | المسرحية  | المخرج       |
| ----------- | --------- | ------------ |
| 1981        | عدو الريح | غازي الصالحي |
| 1981        | الجيل     | غازي الصالحي |

### في الكويت

#### المسرحيات
| سنة الإنتاج | المسرحية             |
| ----------- | -------------------- |
| 1982        | دكوش يغزو وادي القمر |
| 1984        | المتوحشة             |
| 1984        | دقت الساعة           |
| 1986        | ردوا السلام          |

#### الأفلام التلفزيونية
| السنة | العمل     |
| ----- | --------- |
| 1985  | الوهم     |
| 1984  | الصفعة    |
| 1984  | الحرمان   |
| 1985  | لحظة وداع |

#### المسلسلات
| سنة الإنتاج | اسم المسلسل           |
| ----------- | --------------------- |
| 1983        | علي بابا              |
| 1983        | الأسوار               |
| 1983        | غدا تبدأ الحياة       |
| 1984        | الغرباء: كامل الأوصاف |
| 1983        | ناس من زجاج           |
| 1985        | زواج بدون رصيد        |
| 1986        | حب ومطب               |

### في التلفزيون
| سنة الإنتاج | اسم المسلسل                | المخرج        |
| ----------- | -------------------------- | ------------- |
| 1989        | حكايات من البادية          | محمد البرماوي |
| 1990        | صورة تبحث عن أصل (تمثيلية) | نبيل الشوملي  |
| 1990        | صابر وحربية (تمثيلية)      | محمد حينا     |

### أهم الشخصيات التي قامت بأدائها
| سنة الإنتاج       | اسم المسلسل  | الدور              |
| ----------------- | ------------ | ------------------ |
| 1983              | علي بابا     | ياقوتة             |
| 1983              | الاسوار      | إيمان              |
| 1984              | الحرمان      | منى                |
| 1984              | الغرباء      | هند، الفارس الملثم |
| 1989              |              |                    |
| حكايات من البادية | أسماء متعددة |                    |
| 1990              |              |                    |
| صابر وحربية       | حربية        |                    |

## وصلات خارجية
- ميعاد عواد على موقع IMDb (الإنجليزية)
- ميعاد عواد على موقع قاعدة بيانات الأفلام العربية

1. ملف pdf مقابلة ميعاد عواد مع مجلة الجريمة عام 2000 pdf
2. ميعاد عواد مجلة الجريمة 2pdf
3. مقابلة ميعاد عواد مع مجلة الجريمة pdf
4. سهرة وكان وهما 1983 يوتيوب
5. صابر وحربية يوتيوب سهرة ميعاد عواد رفعت النجار1990
6. حكايات من البادية 1990
7. أغنية ادعوا لها ميعاد عواد وحمد بو حمد1984
8. ميعاد عواد العراقية انطلاقة بالكويت مجلة عالم الفن الكويت 1983
9. ميعاد عواد بطاقة فنية مجلة عالم الفن الكويت عدد 10 فبراير 1983
10. ميعاد عواد لقاء برنامج شريط الفن مع الإعلامية أمل عبد الله قناة القرين يوتيوب
11. مقابلة ميعاد عواد مع مجلة المجالس عام 1986